# 박용철 (항공 조종사)
박용철(한국 한자: 朴鏞喆, 1953년 9월 20일~1997년 8월 6일)은 지난 1986년 12월 당시에, 공군 예비역 소령 계급으로 전역을 한 후, 대한민국의 민간 항공 비행 경력 10년간 활약을 한, 항공 조종사였던 이였었다.
앞서 언급한 것처럼 1986년 12월에 예편한 공군 예비역 소령 출신인 그는, 대한민국의 경상남도의 사천에서 출생하여 1973년 경남대학교의 행정학과에서 학사 학위를 취득한 이후, 1975년 강원대학교 대학원의 전기공학과에서 공학 석사 학위를 취득하였으며, 1975년 공군 조종 간부 14기로써 공군 소위로 임관, 이후 군복무 중이던 1981년 8월에 상지대학교의 경영학과에서 학사 학위(1978년 입학)를 받았으며 1984년 2월, 국방대학원에서 행정학 석사 학위를 취득하였다. 앞서 언급한 것처럼 그는 1975년 공군 조종 간부 14기로 입대, 비행안전장교 등으로 복무하다 1986년에는 공군참모총장이 수여하는 우수조종사상을 받기도 했다. 동년(1986년) 12월 소령으로 예편한 뒤 이듬해인 1987년 11월 2일, 경력 관련 합격으로 대한항공에 입사했다. 1989년에는 항공사가 우수기장에 수여하는 웰덴(Welden)상과 비행안전상을 받았다. 1992년 기장이 됐고 1995년부터 보잉 747기를 조종하기 시작했다. 1997년 8월 6일 발생한 대한항공 801편 추락사고의 사고기 기장이었으며, 그 역시 이 사고로 사망했다. 1997년 8월 사고시점까지 서울특별시 강서구 내발산동 자택에서 거주했으며 슬하에 2명의 자녀(아들, 딸)를 두었다.

## 학력
- 1973년 경남대학교 행정학과 학사
- 1975년 강원대학교 대학원 전기공학과 공학석사
- 1977년 공군방공포병학교 졸업
- 1981년 상지대학교 경영학과 학사
- 1984년 대한민국 국방대학원 행정학 석사